# Andy Bey
Andrew W. Bey (Newark, 28 ottobre 1939 – Englewood, 26 aprile 2025) è stato un cantante e showman statunitense. Aveva una voce baritonale con una estensione vocale di quattro ottave.

## Biografia
Ha lavorato allo show televisivo del 1959/1960 Startime con Connie Francis e ha cantato per Louis Jordan. All'età di 17 anni, ha formato un trio con i suoi fratelli Salome Bey e Geraldine Bey (de Haas) chiamato Andy and the Bey Sisters. Il trio ha fatto un tour di 16 mesi in Europa. Il documentario Let's Get Lost del trombettista jazz Chet Baker del 1988 include filmati di Bey e delle sue sorelle che deliziano un pubblico parigino. Il trio ha registrato tre album (uno per la RCA Victor nel 1961 e due per la Prestige nel 1964 e nel 1965) prima di sciogliersi nel 1967. Bey ha anche lavorato con Horace Silver e Gary Bartz.
Nel 1973, Bey e Dee Dee Bridgewater furono i cantanti presenti nell'album Children of Forever di Stanley Clarke . Successivamente, Bey registrò l'album Experience and Judgment (1974), influenzato dalla musica indiana. Poi è tornato all'hard bop e ha registrato cover di musicisti non jazz, come Nick Drake.
Nel 1976, Bey si esibì in una produzione teatrale di A Rat's Mass di Adrienne Kennedy diretta da Cecil Taylor al La MaMa Experimental Theatre Club a East Village, Manhattan. Anche i musicisti Rashid Bakr, Jimmy Lyons, Karen Borca, David S. Ware e Raphe Malik si sono esibiti nella produzione. La produzione di Taylor ha combinato la sceneggiatura originale con un coro di voci orchestrate usate come strumenti.
Gli altri album di Bey includono Ballads, Blues & Bey (1996), Tuesdays in Chinatown (2001), American Song (2004) e Ain't Necessially So (2007). Ha ricevuto il premio "2003 Jazz Vocalist of the Year" dalla Jazz Journalists Association. Il suo album American Song ha ricevuto una nomination ai Grammy come miglior album vocale jazz nel 2005.
Bey è morto nel 2025.

## Vita privata
Bey era apertamente gay.  Nel 1994 gli fu diagnosticato l'HIV, ma volle comunque continuare la sua carriera, mantenendo uno stile di vita che includeva lo yoga e una dieta vegetariana. Il produttore Herb Jordan ha supportato Bey nella rinascita della sua carriera discografica, e la loro registrazione del 1996 Ballads, Blues & Bey ha riportato Bey alla ribalta.

## Premi e riconoscimenti
- 2003: Jazz Vocalist of the Year, Jazz Journalists Association
- 2005: nomination ai Grammy Awards, Best Jazz Vocal Album for American Song
- 2014: NPR Music Jazz Critics Poll, Best Vocal Album for Pages from an Imaginary Life

## Discografia

### Solista
- 1974: Experience and Judgment (Atlantic)
- 1991: As Time Goes By (Jazzette)
- 1996: Ballads, Blues & Bey (Evidence)
- 1998: Shades of Bey (Evidence)
- 2001: Tuesdays in Chinatown (N-Coded)
- 2003: Chillin' with Andy Bey (Minor Music)
- 2004: American Song (Savoy Jazz)
- 2007: Ain't Necessarily So (12th Street)
- 2013: The World According to Andy Bey (HighNote)
- 2014: Pages from an Imaginary Life (HighNote)

Con Andy and the Bey Sisters
- 1961: Andy and the Bey Sisters (RCA Victor )
- 1964: Now! Hear! (Prestige) con Jerome Richardson, Kenny Burrell
- 1965:  'Round Midnight (Prestige) con Kenny Burrell, Milt Hinton, Osie Johnson

Con Gary Bartz
- 1971: Harlem Bush Music - Taifa (Milestone)
- 1971: Harlem Bush Music - Uhuru (Milestone)
- 1972: Juju Street Songs (Prestige)
- 1973: Follow, the Medicine Man (Prestige)

Con Stanley Clarke
- 1973: Children of Forever (Polydor)

Con Gerry Eastman
- 1995: Songbook (Williamsburgh Music Center)

Con Howard McGhee Orchestra
- 1966: Cookin' Time (Zim)

Con Bob Malach
- 1995: The Searcher (Go Jazz)

Con Grachan Moncur III
- 1977: Shadows (Denon)

Con Mtume Umoja Ensemble
- 1972: Alkebu-Lan: Land of the Blacks (Live at the East)

Con Duke Pearson
- 1969: How Insensitive (Blue Note)

Con Max Roach
- 1968: Members, Don't Git Weary (Atlantic)

Con Horace Silver
- 1970: That Healin' Feelin': The United States Of Mind / Phase 1
- 1988: Music to Ease Your Disease (Silveto)
- 1993: It's Got to Be Funky (Columbia)
- 1996: Total Response (Blue Note)